# Sannomiya
Sannomiya (三 宮) là một huyện của Chūō-ku, Kobe-shi, Hyogo, Nhật Bản. Ngày nay, nó là khu trung tâm lớn nhất của thành phố. Quận được lấy tên từ đền Sannomiya, một nhánh của đền Ikuta.
Trước những năm 1920, Sannomiya chỉ là một vùng ven của thành phố. Các khu trung tâm chính là Motomachi và Shinkaichi, ở phía tây Sannomiya. Tuy nhiên, sau khi Cửa hàng bách hóa Sogo chuyển đến vị trí phía trước ga Sannomiya từ Motomachi vào năm 1933, khu vực này bắt đầu phát triển nhanh chóng.
Sannomiya cũng là trung tâm của nhiều hệ thống giao thông ở Kobe. JR West, Hankyu Railway, Hanshin Electric Railway, Kobe Municipal Subway và Kobe New Transit sử dụng ga Kobe-Sannomiya làm ga chính trong khu vực.

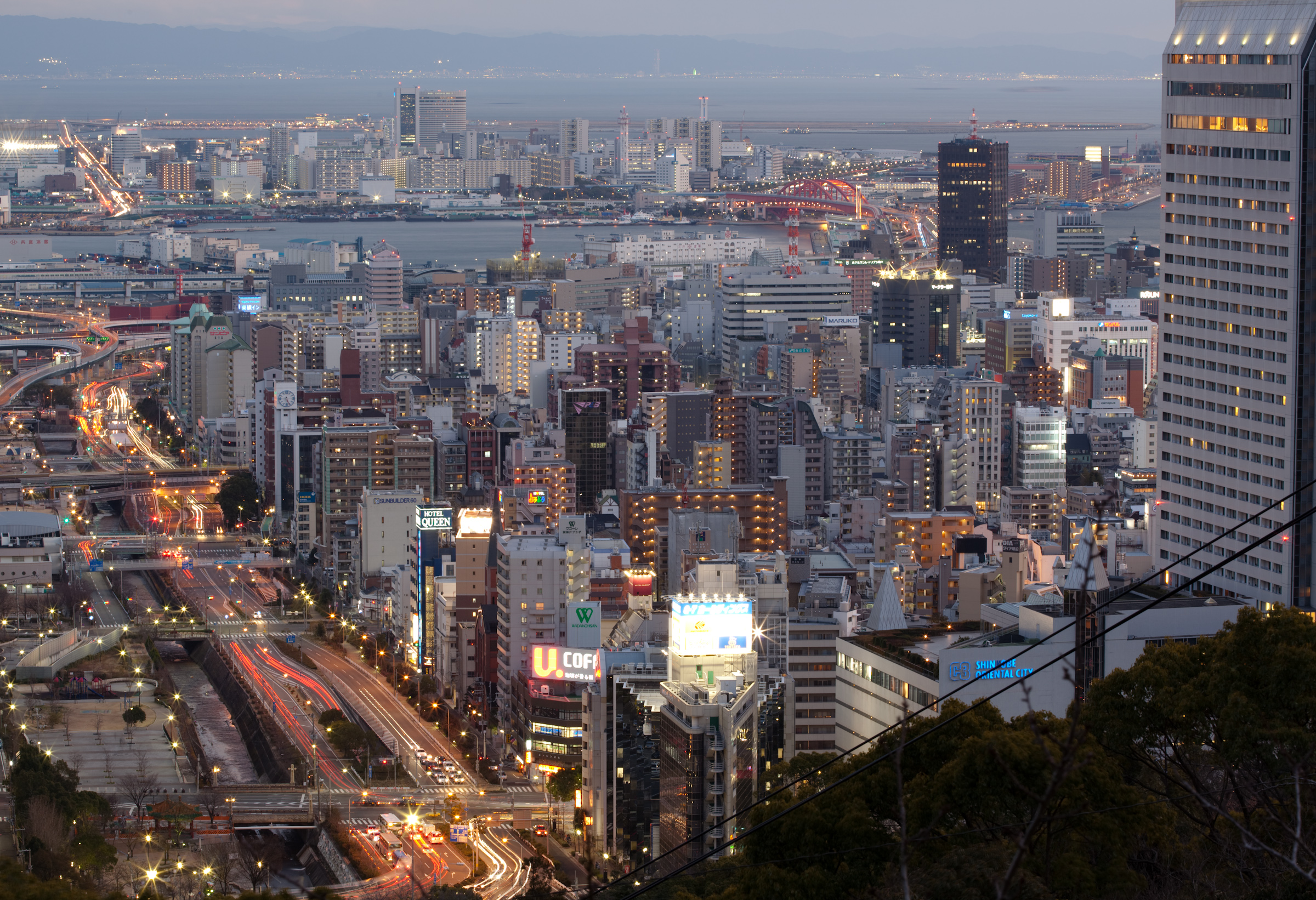
Quang cảnh Sannomiya từ Shin-Kobe

Sự cố Kobe năm 1868 xảy ra ở quận này, trước đền Sannomiya.